# 당진청주고속도로
당진청주고속도로(唐津淸州高速道路, 고속국도 제32호선)는 충청남도 당진시를 기점으로, 충청북도 청주시를 종점으로 하여 동서를 잇는 고속도로이다. 이 중 청주시 흥덕구 옥산면 옥산 분기점부터 청원구 오창읍 오창 분기점까지 12.1 km 구간은 민간투자고속도로로 옥산오창고속도로라는 별칭이 있으며, 2014년 1월 15일 착공하여 2018년 1월 14일에 개통하였다. 이 중 천안 ∼ 옥산 구간은 경부고속도로와 중첩된다. 아산 ~ 천안 구간은 2015년 12월에 착공해 2023년 9월 20일에 개통되었다.

## 역사
- 2013년 10월 22일 : 옥산 분기점 ~ 오창 분기점 12.1 km 민간 투자구간 실시계획 승인[1]
- 2013년 11월 5일 : 충청남도 아산시 염치읍 ~ 충청북도 청원군 오창읍 구간을 고속국도 제32호선 아산청원고속도로(아산 ~ 청원선)로 지정[2]
- 2013년 11월 29일 : 옥산 ~ 오창 구간 고속도로 신설을 위해 충청북도 청원군 옥산면 수락리 ~ 오창읍 도암리 12.1 km 구간 도로구역 결정[3]
- 2014년 1월 15일 : 옥산 분기점 ~ 오창 분기점 구간 착공
- 2014년 10월 31일 : 청원군과 청주시 통합으로 행정구역 명칭을 변경하기 위해 충청북도 청주시 흥덕구 옥산면 수락리 ~ 청원구 오창읍 도암리 12.1 km 구간으로 도로구역 변경[4]
- 2015년 3월 27일 : 국토교통부고시로 노선명을 '아산청원고속도로'에서 아산청주고속도로(아산 ~ 청주선)로 변경하고 기점을 '충청남도 아산시 염치읍 염성리'로 명시, 종점을 '충청북도 청원군 오창읍'에서 '충청북도 청주시 청원구 오창읍 장대리'로 변경[5]
- 2015년 12월 23일 : 아산현충사 나들목 - 천안 분기점 일부 구간 (1,4,5 공구) 착공
- 2016년 2월 22일 : 2022년까지 아산 ~ 천안 구간 고속도로 신설을 위해 충청남도 아산시 염치읍 염성리 ~ 천안시 동남구 목천읍 응원리 20.86 km 구간 도로구역 결정[6]
- 2016년 5월 24일 : 경부고속도로 남이 ~ 천안 구간 선형개량공사로 인한 옥산 분기점 설계 변경을 위해 충청북도 청원군 옥산면 수락리 ~ 오창읍 도암리 12.1 km 구간 도로구역 변경[7]
- 2016년 5월: 아산현충사 나들목 - 천안 분기점 나머지 구간 (2,3공구) 착공
- 2017년 12월 27일 : 도로명주소에 서아산 나들목부터 오창 분기점까지 50.63 km 구간을 아산청주고속도로로 고시[8]
- 2018년 1월 14일 : 옥산 분기점 ~ 오창 분기점 12.1 km 구간 개통[9]
- 2019년 11월 26일 : 천안휴게소가 천안호두휴게소로 명칭 변경[10]
- 2020년 11월 13일 : 기점을 '충청남도 아산시 염치읍 염성리'에서 '충청남도 아산시 인주면 냉정리'로 연장[11]
- 2020년 11월 20일 : 2027년까지 아산 인주 ~ 염치 구간 고속도로 신설을 위해 충청남도 아산시 인주면 냉정리 ~ 염치읍 염성리 7.16km 구간 도로구역 결정[12]
- 2021년 8월 27일 : 인주 분기점 ~ 아산 나들목 구간 착공
- 2023년 3월 : 기점을 '충청남도 아산시 인주면 냉정리'에서 '충청남도 당진시 송악읍 도원리'로 연장하고 아산청주고속도로에서 당진청주고속도로로 명칭 변경[13]
- 2023년 9월 20일 : 아산 나들목 ~ 천안 분기점 구간 개통[14]
- 2024년 12월 : 송악 나들목 ~ 아산 분기점 구간이 대한민국 국토교통부 타당성 재조사 결과 탈락(?), 동 구간의 착공이 전면 취소.
- 2026년[15] : 아산 분기점 ~ 아산 나들목 구간 개통 예정

## 구성
차로수
- 아산현충사 나들목 ~ 천안 분기점, 옥산 분기점 ~ 오창 분기점 : 왕복 4차로
- 목천 나들목 ~ 옥산 분기점 : 왕복 6차로
- 천안 분기점 ~ 목천 나들목 (경부고속도로 중첩 구간) : 왕복 8차로

총 연장
- 71.8 km

제한속도
- 전 구간 최고 100 km/h, 최저 50 km/h

### 터널
| 터널 이름      | 소재지                        | 길이 | 준공 년도 | 비고      |
| -------------- | ----------------------------- | ---- | --------- | --------- |
| 염치2터널      | 충청남도 아산시 염치읍 쌍죽리 | 440m | 2023년    | 당진 방면 |
| 염치2터널      | 충청남도 아산시 염치읍 석두리 | 440m | 2023년    | 청주 방면 |
| 현충사지하차도 | 충청남도 아산시 염치읍 백암리 | 660m | 2023년    |           |
| 배방터널       | 충청남도 아산시 배방읍 세교리 | 314m | 2023년    |           |
| 풍세1터널      | 충청남도 천안시 동남구 신방동 | 505m | 2023년    | 당진 방면 |
| 풍세1터널      | 충청남도 천안시 동남구 신방동 | 505m | 2023년    | 청주 방면 |
| 풍세2터널      | 충청남도 천안시 동남구 신방동 | 314m | 2023년    | 당진 방면 |
| 풍세2터널      | 충청남도 천안시 동남구 신방동 | 295m | 2023년    | 청주 방면 |
| 동남터널       | 충청남도 천안시 동남구 청룡동 | 335m | 2023년    |           |

### 교량
- 아산IC교
- 석두1교
- 석두2교
- 석정1교
- 석정2교
- 석정3교
- 석정4교
- 구룡교
- 갈산교
- 현충사대교
- 현충사교
- 세교1교
- 세교2교
- 세교3교
- 신방교
- 남관교
- 서천안IC1교
- 서찬안IC2교
- 서천안IC3교
- 구룡철1교
- 구룡2교
- 구룡4교
- 구룡생태육교
- 삼성교
- 삼성육교
- 응원교
- 병천천교
- 상장남교
- 용두천교
- 백현교
- 호죽1교
- 호죽2교
- 성산교
- 산수교
- 양지교
- 복현1교
- 복현2교
- 복현3교

## 주요 통과지
- 미개통 구간은 기울임꼴로 표기하였다.

충청남도
- 당진시 (송악읍 · 신평면) - 아산시 (인주면 · 염치읍 · 신동 · 배방읍 · 탕정면 · 배방읍 · 탕정면 · 배방읍) - 천안시 동남구 (신방동 · 풍세면 · 신방동 · 구룡동 · 삼룡동 · 목천읍 · 성남면 · 수신면 · 병천면)

충청북도
- 청주시 (흥덕구 옥산면 - 청원구 오창읍 - 흥덕구 옥산면 - 청원구 오창읍)

## 나들목 · 분기점
- TG는 요금소 (tollgate), SA는 휴게소 (Service Area)를 뜻한다.
- 거리의 단위는 km이다.
- 중첩 구간은 번호란의 배경색을 참조.
  - 연한 파란색(■): 경부고속도로 중첩 구간
- 미개통 구간은 기울임꼴로 표기하였다.

| 번호                     | 이름           | 로마자 이름     | 구간 거리 | 누적 거리 | 접속 노선                                  | 소재지   | 소재지 | 비고                                               |
| ------------------------ | -------------- | --------------- | --------- | --------- | ------------------------------------------ | -------- | ------ | -------------------------------------------------- |
|                          | 송악 분기점    | Songak JC       |           |           | 15호선 서해안고속도로                      | 충청남도 | 당진시 |                                                    |
|                          | 삽교호         | Sapgyoho        |           |           | 국도 제34호선 (북부산업로)                 | 충청남도 | 당진시 |                                                    |
|                          | 서인주         | Seoinju         |           |           |                                            | 충청남도 | 아산시 |                                                    |
|                          | 아산 분기점    | Asan JC         |           |           | 17호선 익산평택고속도로                    | 충청남도 | 아산시 |                                                    |
| 5                        | 아산           | Asan            | -         | 0.0       | 국도 제39호선 (아산로)                     | 충청남도 | 아산시 |                                                    |
| 6                        | 아산현충사     | W.Asan          |           | 7.8       | 국도 제39호선 (온양순환로)                 | 충청남도 | 아산시 |                                                    |
| 7                        | 서천안         | W.Cheonan       | 40.2      | 8.7       | 지방도 제629호선 (광풍로)                  | 충청남도 | 천안시 |                                                    |
| 8                        | 천안 분기점    | Cheonan JC      |           | 20.86     | 1호선 경부고속도로 25호선 논산천안고속도로 | 충청남도 | 천안시 |                                                    |
|                          | 목천           | Mokcheon        | 3.53      | 24.39     | 국도 제21호선 국가지원지방도 제57호선      | 충청남도 | 천안시 |                                                    |
|                          | 동천안 분기점  | East Cheonan JC |           |           | 29호선 세종포천고속도로                    | 충청남도 | 천안시 |                                                    |
| SA                       | 천안호두휴게소 | Cheonan Hodo SA |           |           |                                            | 충청남도 | 천안시 | 청주방향                                           |
| 1                        | 옥산 분기점    | Oksan JC        | 12.31     | 36.70     | 1호선 경부고속도로                         | 충청북도 | 청주시 |                                                    |
| 2                        | 서오창         | W.Ochang        |           |           | 지방도 제540호선 (오창대로)                | 충청북도 | 청주시 |                                                    |
| 3                        | 오창 분기점    | Ochang JC       |           | 48.80     | 35호선 중부고속도로                        | 충청북도 | 청주시 | 청주방향의 경우 중부고속도로(통영방향) 진출 불가능 |
| 35호선 중부고속도로 직결 |                |                 |           |           |                                            |          |        |                                                    |

## 구간 과속 단속
- 아산현충사 나들목 - 동남터널 (청주방향) 10.0 km, 제한속도 100 km/h (2023년 9월 20일 시행)
- 천안 분기점 - 아산현충사 나들목 (당진방향) 11.0 km, 제한속도 100 km/h (2023년 9월 20일 시행)

## 같이 보기
- 옥산오창고속도로 (기업)